# Phylloscirpus boliviensis
Phylloscirpus boliviensis là loài thực vật có hoa trong họ Cói. Loài này được (Barros) Dhooge & Goetgh. mô tả khoa học đầu tiên năm 2004.